# Red Bull RB8
El Red Bull RB8 es un coche de Fórmula 1 diseñado por Adrian Newey para el equipo Red Bull Racing para competir en la temporada 2012. Es pilotado por Sebastian Vettel y Mark Webber.

## Presentación

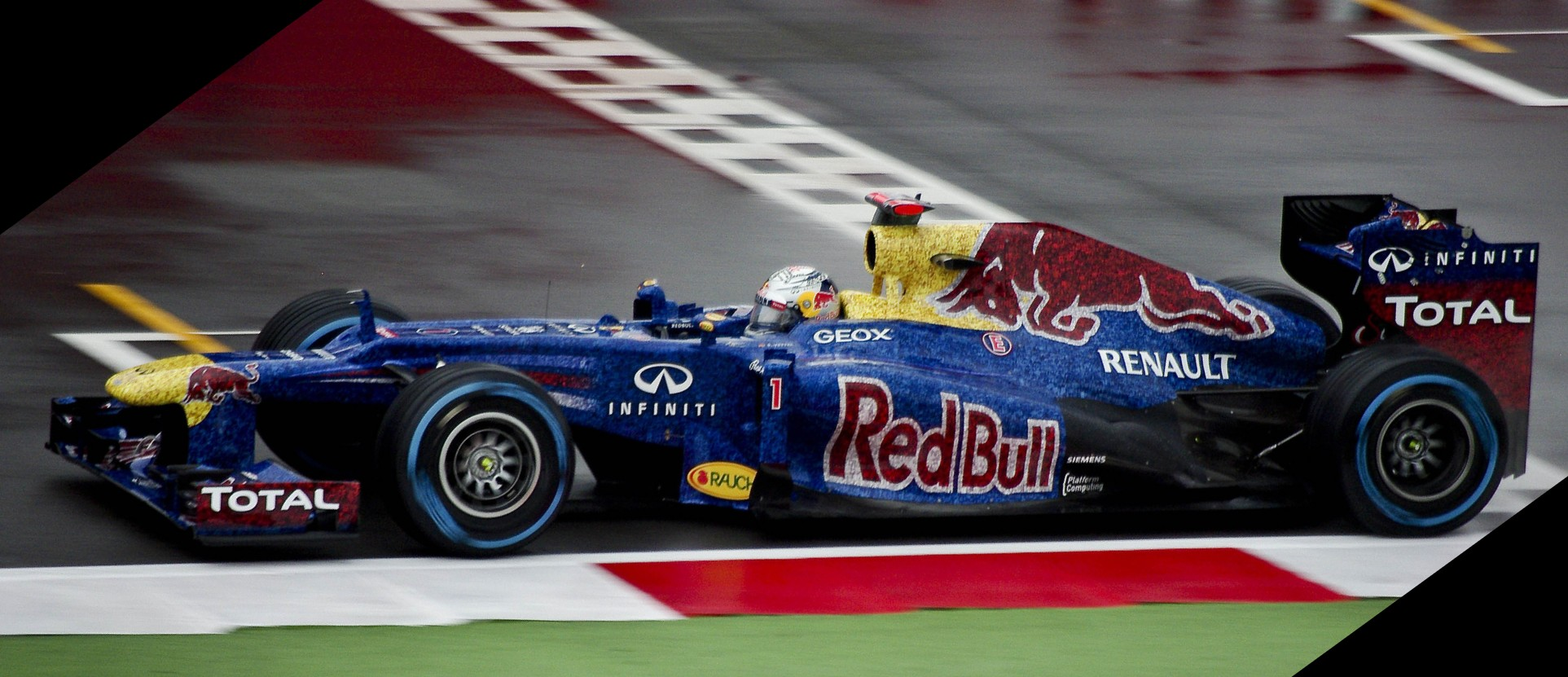
Monoplaza decorado en el Gran Premio de Gran Bretaña de 2012.

El Red Bull RB8 fue presentado el 6 de febrero de 2012 en el Circuito de Jerez. Para el Gran Premio de Gran Bretaña de 2012, fue especialmente decorado con caras humanas formando los colores del equipo.

## Diseño
Antes del inicio de la temporada, se informó de que el equipo no tenía prisa por copiar el sistema de altura reactiva desarrollado por Lotus en el diseño del RB8. El director del equipo, Christian Horner, declaró que "las cosas tienen que funcionar como un paquete y no como componentes individuales". El sistema fue prohibido posteriormente por la FIA. Al igual que la mayoría de los coches de la especificación 2012, el RB8 cuenta con un "morro escalonado" para cumplir con las nuevas regulaciones para mejorar la seguridad en caso de colisión con otro coche. El RB8 presenta una ranura en el escalón del morro, aunque Adrian Newey afirma que su única utilidad es ayudar a refrigerar al piloto.
Sebastian Vettel, que desde que se unió a la Scuderia Toro Rosso acostumbra a poner nombres a sus coches de carreras, bautizó su RB8 con el nombre de "Abbey". Su nombre no se basa ni en el álbum Abbey Road de su grupo favorito ni en la famosa curva de Silverstone. Según él, "es simplemente un nombre guay".
En el Gran Premio de Gran Bretaña de 2012, la librea lució 25.000 imágenes enviadas por los aficionados para la fundación Wings For Life.

## Resultados
(Clave) (negrita indica pole position) (cursiva indica vuelta rápida)
| Año  | Motor                | Neu. | N.º | Pilotos          | 1   | 2   | 3   | 4   | 5   | 6   | 7   | 8   | 9   | 10  | 11  | 12  | 13  | 14  | 15  | 16  | 17  | 18  | 19  | 20  | Puntos | Pos. |
| ---- | -------------------- | ---- | --- | ---------------- | --- | --- | --- | --- | --- | --- | --- | --- | --- | --- | --- | --- | --- | --- | --- | --- | --- | --- | --- | --- | ------ | ---- |
| 2012 | Renault RS27-2012 V8 | P    |     |                  | AUS | MYS | CHN | BHR | ESP | MON | CAN | EUR | GBR | GER | HUN | BEL | ITA | SIN | JPN | RCO | IND | ABU | USA | BRA | 460    | 1.º  |
| 2012 | Renault RS27-2012 V8 | P    | 1   | Sebastian Vettel | 2   | 11  | 5   | 1   | 6   | 4   | 4   | Ret | 3   | 5   | 4   | 2   | 22  | 1   | 1   | 1   | 1   | 3   | 2   | 6   | 460    | 1.º  |
| 2012 | Renault RS27-2012 V8 | P    | 2   | Mark Webber      | 4   | 4   | 4   | 4   | 11  | 1   | 7   | 4   | 1   | 8   | 8   | 6   | 20  | 11  | 9   | 2   | 3   | Ret | Ret | 4   | 460    | 1.º  |